# 死霊狩り
『死霊狩り』（ゾンビー・ハンター）は、平井和正のSF小説のシリーズ。1970年代に全3作が文庫形態で刊行された。

## 概要
原型となったのは桑田二郎（当時は桑田次郎）とのコンビで1969年に発表された漫画『デスハンター』である。平井はこの漫画の原作を小説形態で執筆しており、小説作品として発表の機会を伺っていた。
小説は当初から三部作を予定し、漫画原作を全面的に改稿、加筆されて3倍以上の長さになった。ただし、『デスハンター』の終盤に当たる部分は省かれている。タイトルも、平井が漫画企画段階で提案していながらボツになったものに戻された。
1972年にハヤカワSF文庫から第1作が刊行された。その後、角川文庫に移って1976年に第2作、1978年に第3作が刊行された（それぞれ刊行に先立って角川書店の『野性時代』に掲載されている）。
完結編となった第3作のあとがきで、平井はそれまでテーマとしていた「人類ダメ小説」の終焉を宣言した。人間の心の闇を描き続けたそれまでの作品が、闇夜の中に星を懸命に探す作業だったと述べている。

## あらすじ

### 死霊狩り1
宇宙からの侵略者、それは人体に寄生し、人間を生ける死人奴隷「ゾンビー」へと変えてしまう。この侵略者に対抗すべく、極秘裏に超国家的機関が組織された。大事故による瀕死の重傷から生還したレーシング・ドライバー田村俊夫は、大金と引換にその秘密組織に身を売る。カリブ海の孤島で彼を待っていたのは、強靭な生命力を持った人間をさらに選別する地獄の生存試験だった。壮絶な訓練で養成される「ゾンビー・ハンター」、それは人間社会に紛れ込んだゾンビーを抹殺するための専門家であった。

## 刊行リスト
ハヤカワSF文庫版では《ゾンビー・ハンター》はシリーズタイトルの扱いであったが、角川文庫版以降は「死霊狩り」に「ゾンビー・ハンター」のルビが振られるようになった。
- 早川書房（ハヤカワSF文庫）
  - 死霊狩り (SF77) ISBN 4-15-010077-2, ISBN 978-4-15-010077-3
- 角川書店（角川文庫）
  - 死霊狩り1 (緑383-7) ISBN 4-04-138307-2, ISBN 978-4-04-138307-0
  - 死霊狩り2 (緑383-12) ISBN 4-04-138312-9, ISBN 978-4-04-138312-4
  - 死霊狩り3 (緑383-13) ISBN 4-04-138313-7, ISBN 978-4-04-138313-1
- リム出版/エーブイエス
  - 平井和正全集10 死霊狩り1 ISBN 4-87120-135-X, ISBN 978-4-87120-135-3
  - 平井和正全集11 死霊狩り2 ISBN 4-87120-136-8, ISBN 978-4-87120-136-0
  - 平井和正全集12 死霊狩り3 ISBN 4-87120-137-6, ISBN 978-4-87120-137-7
- アスキー/アスペクト（ASPECT NOVELS）
  - 死霊狩り1 ISBN 4-89366-910-9, ISBN 978-4-89366-910-0
  - 死霊狩り2 ISBN 4-7572-0053-6, ISBN 978-4-7572-0053-1
  - 死霊狩り3 ISBN 4-7572-0142-7, ISBN 978-4-7572-0142-2
- 角川春樹事務所（ハルキ文庫）
  - 死霊狩り1 ISBN 4-89456-837-3, ISBN 978-4-89456-837-2
  - 死霊狩り2 ISBN 4-89456-842-X, ISBN 978-4-89456-842-6
  - 死霊狩り3  ISBN 4-89456-863-2, ISBN 978-4-89456-863-1
- 早川書房（ハヤカワ文庫JA）
  - 死霊狩り〔全〕 (JA1331) ISBN 978-4-15-031331-9
全3部の合本。カバーイラストと口絵（生頼範義）は旧ハヤカワSF文庫版のものを復刻。

## 漫画
『死霊狩り ZOMBIE HUNTER』は、梁慶一の作画による本作の（再）漫画化作品である。『月刊コミックビーム』1998年7月号より連載されたが、未完に終わった。単行本は2巻までがアスキー/アスペクトから、以降はエンターブレインからの出版となった。全4巻。
主人公・田村俊夫がゾンビーハンターになるまでのストーリーは小説第1作と同じであるが、俊夫がゾンビーハンターとして遭遇する事件は平井の他の短編小説（「殺す男」や、池上遼一版『スパイダーマン』のエピソードが原型の「魔女の標的」）のストーリーが転用されている。
- アスペクトコミックス
  - 死霊狩り ZOMBIE HUNTER 1巻　ISBN 4-7572-0339-X, ISBN 978-4-7572-0339-6
  - 死霊狩り ZOMBIE HUNTER 2巻　ISBN 4-7572-0607-0, ISBN 978-4-7572-0607-6
- ビームコミックス
  - 死霊狩り ZOMBIE HUNTER 1巻　ISBN 4-7577-0441-0, ISBN 978-4-7577-0441-1
  - 死霊狩り ZOMBIE HUNTER 2巻　ISBN 4-7577-0442-9, ISBN 978-4-7577-0442-8
  - 死霊狩り ZOMBIE HUNTER 3巻　ISBN 4-7577-0145-4, ISBN 978-4-7577-0145-8
  - 死霊狩り ZOMBIE HUNTER 4巻　ISBN 4-7577-0312-0, ISBN 978-4-7577-0312-4

## 備考
zombie は今日では「ゾンビ」の表記がほぼ定着している。これは映画『ゾンビ』（1978年、日本公開1979年）の影響が大きいと考えられるが、『死霊狩り』はそれ以前の作品である。また、本作におけるゾンビーは本来の意味あいでのそれ（死体のまま蘇った人間）ではなく、比喩的な呼称として転用されたものである。